# Gein (métro d'Amsterdam)
Pour les articles homonymes, voir Gein.
Gein est une station de métro à Amsterdam, aux Pays-Bas. Terminus sud-est des lignes 50 et 54 du métro d'Amsterdam, elle a été mise en service le 27 août 1982.